# 兴隆镇 (南川区)
兴隆镇，是中华人民共和国重庆市南川区下辖的一个乡镇级行政单位。

## 行政区划
兴隆镇下辖以下地区：
金星社区、金湖村、永福村、三和村、金禾村和金花村。